# Championnat de Slovénie de basket-ball
Le Championnat de Slovénie de basket-ball de basket-ball (en slovène : 1. A Slovenska Košarkarska Liga ou 1. A SKL), est une compétition de basket-ball qui représente en Slovénie, le sommet de la hiérarchie du basket-ball. La seconde division slovène est la 2. B SKL. Le championnat de Slovénie de basket-ball se dispute depuis 1991, date de l'indépendance de la Slovénie.

## Principe
Le championnat de Slovénie se dispute en deux phases. Lors de la saison régulière, dix équipes s'affrontent chacune à deux reprises (un match à domicile et un match à l'extérieur). Les quatre premières équipes de la saison régulière sont qualifiées pour la seconde phase et sont rejointes par les deux équipes ayant participé à la ligue adriatique. Chacune de ces équipes s'affrontent alors à deux reprises (un match à domicile et un match à l'extérieur). Les quatre premiers de cette seconde phase s'affrontent lors de playoffs. Les demi-finales se jouent au meilleur des trois matchs, tandis que la finale se joue au meilleur des cinq matchs. Le vainqueur de ces playoffs est désigné champion de Slovénie.
Les équipes classées de la cinquième à la dixième place s'affrontent lors de playouts.Le "groupe relégation" est composé des équipes classées de la cinquième à la dixième place de la première phase. Le dernier est relégué en 2. B SKL.

## Palmarès
| Saison    | Champion                                        | Finaliste                                       | Score                                           |
| --------- | ----------------------------------------------- | ----------------------------------------------- | ----------------------------------------------- |
| 1991-1992 | Union Olimpija                                  | Optimizem Postojna                              | 3–0                                             |
| 1992-1993 | Union Olimpija                                  | KK Koper                                        | 3–1                                             |
| 1993-1994 | Union Olimpija                                  | Tam Bus Maribor                                 | 3–0                                             |
| 1994-1995 | Union Olimpija                                  | KD Polzela                                      | 3–0                                             |
| 1995-1996 | Union Olimpija                                  | Interier Krško                                  | 3–1                                             |
| 1996-1997 | Union Olimpija                                  | KD Polzela                                      | 3–0                                             |
| 1997-1998 | Union Olimpija                                  | KD Polzela                                      | 3–0                                             |
| 1998-1999 | Union Olimpija                                  | KK Laško                                        | 3–0                                             |
| 1999-2000 | Krka Novo Mesto                                 | KK Laško                                        | 3–1                                             |
| 2000-2001 | Union Olimpija                                  | Krka Novo Mesto                                 | 3–0                                             |
| 2001-2002 | Union Olimpija                                  | Krka Novo Mesto                                 | 3–0                                             |
| 2002-2003 | Krka Novo Mesto                                 | Union Olimpija                                  | 3–2                                             |
| 2003-2004 | Union Olimpija                                  | KK Laško                                        | 3–0                                             |
| 2004-2005 | Union Olimpija                                  | Slovan Ljubljana                                | 3–2                                             |
| 2005-2006 | Union Olimpija                                  | Slovan Ljubljana                                | 3–2                                             |
| 2006-2007 | KK Domžale                                      | Union Olimpija                                  | 3–2                                             |
| 2007-2008 | Union Olimpija                                  | KK Domžale                                      | 3–1                                             |
| 2008-2009 | Union Olimpija                                  | KK Domžale                                      | 3–0                                             |
| 2009-2010 | Krka Novo Mesto                                 | Union Olimpija                                  | 3–2                                             |
| 2010-2011 | Krka Novo Mesto                                 | Union Olimpija                                  | 3–2                                             |
| 2011-2012 | Krka Novo Mesto                                 | Union Olimpija                                  | 3–1                                             |
| 2012-2013 | Krka Novo Mesto                                 | Union Olimpija                                  | 3–1                                             |
| 2013-2014 | Krka Novo Mesto                                 | Union Olimpija                                  | 3–2                                             |
| 2014-2015 | KK Šentjur                                      | KK Rogaška                                      | 3–1                                             |
| 2015-2016 | KK Domžale                                      | KK Laško                                        | 3–1                                             |
| 2016-2017 | Union Olimpija                                  | KK Rogaška                                      | 3–1                                             |
| 2017-2018 | Union Olimpija                                  | Krka Novo Mesto                                 | 3–2                                             |
| 2018-2019 | Koper Primorska                                 | Union Olimpija                                  | 3–0                                             |
| 2019-2020 | Non attribué pour cause de pandémie de Covid-19 | Non attribué pour cause de pandémie de Covid-19 | Non attribué pour cause de pandémie de Covid-19 |
| 2020-2021 | Cedevita Olimpija                               | Krka Novo Mesto                                 | 3–0                                             |
| 2021-2022 | Cedevita Olimpija                               | KK Domžale                                      | 3–0                                             |
| 2022-2023 | Cedevita Olimpija                               | KK Domžale                                      | 3–1                                             |
| 2023-2024 | Cedevita Olimpija                               | KK Domžale                                      | 3–0                                             |
| 2024-2025 | Cedevita Olimpija                               | Krka Novo Mesto                                 | 3–1                                             |

## Bilan par club
| Clubs              | Vainqueur | Années                                                                                               | Finaliste | Années                                   |
| ------------------ | --------- | --- | --------- | ---------------------------------------- |
| Union Olimpija     | 17        | 1992, 1993, 1994, 1995, 1996, 1997, 1998, 1999, 2001, 2002, 2004, 2005, 2006, 2008, 2009, 2017, 2018 | 7         | 2003, 2007, 2010, 2011, 2012, 2013, 2014 |
| Krka Novo Mesto    | 7         | 2000, 2003, 2010, 2011, 2012, 2013, 2014                                                             | 5         | 2001, 2002, 2018, 2021, 2025             |
| Cedevita Olimpija  | 5         | 2021, 2022, 2023, 2024, 2025                                                                         | -         |                                          |
| KK Domžale         | 2         | 2007, 2016                                                                                           | 5         | 2008, 2009, 2022, 2023, 2024             |
| KK Šentjur         | 1         | 2015                                                                                                 |           |                                          |
| Koper Primorska    | 1         | 2019                                                                                                 | -         |                                          |
| KK Laško           | -         | | 4         | 1999, 2000, 2004, 2016                   |
| KD Polzela         | -         | | 3         | 1995, 1997, 1998                         |
| Slovan Ljubljana   | -         | | 2         | 2005, 2006                               |
| KK Rogaška         | -         | | 2         | 2015, 2017                               |
| Interier Krško     | -         | | 1         | 1996                                     |
| Optimizem Postojna | -         | | 1         | 1992                                     |
| KK Koper           | -         | | 1         | 1993                                     |
| Tam Bus Maribor    | -         | | 1         | 1994                                     |